# Заборово (Іновроцлавський повіт)
Заборово (пол. Zaborowo, нім. Hinterwalden) — село в Польщі, у гміні Крушвиця Іновроцлавського повіту Куявсько-Поморського воєводства.
Населення — 47 осіб (2011).
У 1975-1998 роках село належало до Бидгощського воєводства.

## Демографія
Демографічна структура станом на 31 березня 2011 року:
|          | Загалом | Допрацездатний вік | Працездатний вік | Постпрацездатний вік |
| -------- | ------- | ------------------ | ---------------- | -------------------- |
| Чоловіки | 25      | 4                  | 18               | 3                    |
| Жінки    | 22      | 5                  | 14               | 3                    |
| Разом    | 47      | 9                  | 32               | 6                    |